# Pronephrium clemensiae
Pronephrium clemensiae är en kärrbräkenväxtart som först beskrevs av Edwin Bingham Copeland, och fick sitt nu gällande namn av Holtt. Pronephrium clemensiae ingår i släktet Pronephrium och familjen Thelypteridaceae. Utöver nominatformen finns också underarten P. c. degenerum.